# Pharsalia andoi
Pharsalia andoi là một loài bọ cánh cứng trong họ Cerambycidae.